# Bassia eriophora
Bassia eriophora là loài thực vật có hoa thuộc họ Dền. Loài này được (Schrad.) Asch. mô tả khoa học đầu tiên năm 1867.